# Notopalaeognathae
Notopalaeognathae é um clado que contém a ordem Rheiformes (emas), o clado Novaeratitae (aves como o kiwi e o emu), a ordem Tinamiformes e a ordem extinta Dinornithiformes (as moas). As relações exatas deste grupo foram compreendidas só recentemente, com os tinamíneos e as moas compartilhando um ancestral comum, e o kiwi mais estreitamente relacionado com emas e casuares. As aves-elefante de Madagascar, já extintas, foram recentemente identificadas como tendo seu parente mais próximo o kiwi.